# Prosa
Prosa, från latinets prōsa (obunden stil), från prorsus på samma språk (rakt på sak), är flera former av berättande vardaglig text eller tal som inte är bundet av metriska regler. Den kan vara neutral och osmyckad och förekommer som fackprosa (sakprosa) eller som skönlitteratur, till exempel romaner, noveller, essäer och biografier. Om prosan blir rytmisk i sin meningsbyggnad är den besläktad med poesin. Beteckningen prosadikt används för att beskriva lyrik av mera berättande karaktär. Jämför prosaisk = vardaglig, enkel, utan finess.
Noah Webster sade att "Prosa är människans naturliga språk", och konstaterade vidare att prosa är fritt och oinskränkt jämfört med poesin.

## Historia
Historiskt har litteraturformen använts för att skriva historia, filosofi och biografi. Detta var speciellt vanligt under antiken. Det var då en hårfin gräns mellan prosa och poesi, eftersom dåtidens prosa tenderade att vara rytmisk. Under 1700-talet blandades poesi och prosa, och bildade den nya genren prosalyrik. Det är därför idag svårt att med bestämdhet åtskilja prosa och poesi.

## Struktur
Prosa saknar den formella strukturen som ett poem har, i form av antingen ett versmått eller rim, utan innehåller istället hela meningar, som senare bildar stycken. Språket och betydelsen skiner igenom tydligare, och texten är mindre tät. Generellt är berättarens roll viktigare i prosa, såväl som dennes berättarperspektiv, och kronologin. Berättaren kan berätta i förstapersonsperspektiv - det vill säga, i jag-form, eller i tredjepersonsperspektiv, då både berättaren och läsaren observerar situationen. Man skiljer därutöver mellan allvetande och begränsat vetande berättare, där den allvetande vet allt vad alla tänker, medan den begränsat vetande enbart förmedlar kunskap om en persons tankar.
Även om en del prosaverk innehåller versmåttsstrukturella spår, är en medveten blandning av de båda litteraturformerna kallad för prosadikt. På samma sätt är poesi med färre regler och restriktioner känd under beteckningen fri vers. Poesi anses vara mer systematiskt eller formulärt, medan prosa är den mest reflektiva av vanliga tal.
Robbins visar i sin uppsats att skillnaden mellan poesi och prosa kan vara mycket hårfin, men att rytmen gör en viktig skillnad. För att åstadkomma en speciell rytm i poesi används ofta radbrytningar mitt i meningar, vilket inte är fallet i prosa.